# 小行星2582
小行星2582（2582 Harimaya-Bashi）是一颗围绕太阳公转的小行星。1981年9月26日，關勉在藝西天文台发现了此天体。
該小行星以日本高知縣的播磨屋橋命名。
这颗小行星的绝对星等为237.7659919831793等。